# Automotrice ARST ADe
Le automotrici ADe sono una famiglia di automotrici a scartamento ridotto e motore Diesel costruita per le concessionarie della rete secondaria sarda negli anni cinquanta, oggi impiegate dall'ARST.
Il nome di questi rotabili leggeri è l'acronimo di Automotrice Diesel elettrica, in quanto si tratta di mezzi in cui la propulsione è garantita da carrelli elettrici, alimentati dalla corrente prodotta da generatori azionati da motori termici.
Questi mezzi costituiscono tuttora una buona parte del parco rotabile impiegato per i servizi di trasporto su rotaia dell'ARST in tutta la Sardegna.

## Storia

L'inaugurazione delle ADe FCS presso la stazione di Cagliari Viale Bonaria nel 1958

Nel secondo dopoguerra, nell'ambito della stesura del piano di ammodernamento delle ferrovie secondarie dell'isola, emerse la necessità di velocizzare i collegamenti intervenendo non solo sull'infrastruttura ferroviaria, ma anche sui rotabili. Sino ad allora, se si escludono le linee del compartimento di Macomer delle Ferrovie Complementari della Sardegna e le linee delle Ferrovie Meridionali Sarde, sulle linee a scartamento ridotto si utilizzava la sola trazione a vapore, fatto che si ripercuoteva sui tempi di percorrenza. Fu quindi deciso il passaggio alla trazione termica, e per quanto riguarda il materiale leggero fu progettata una famiglia di automotrici che sarebbero poi state destinate alle tre concessionarie della rete a scartamento ridotto sarda (FCS, FMS e Strade Ferrate Sarde).
Le FCS e le FMS ottennero la versione a trazione diesel-elettrica di questi rotabili, mentre le SFS si dotarono delle cugine ADm a propulsione diesel-meccanica.

ADe ed RPe delle FMS nell'istmo di Sant'Antioco negli anni sessanta

La produzione della fornitura delle 20 ADe della "serie 20" o "prima serie" (numerate da 01 a 20) e delle relative rimorchiate (10), destinata alle linee FCS nel centro e nel sud dell'isola, fu avviata nel 1957, e l'anno dopo i primi esemplari entrarono in servizio. 12 ADe furono destinate al compartimento cagliaritano, mentre le restanti 8 a quello di Macomer. Nel 1958 ebbe inizio anche la produzione delle 6 ADe serie 300 (numerazione da 301 a 306) e delle 4 rimorchiate destinate alle FMS, che inizieranno a circolare nella rete sulcitana dal 14 agosto 1960.
Sia le ADe che le ADm erano caratterizzate in origine da una livrea con base di tonalità bruno e tortora, con sulle fiancate la sigla della concessionaria di appartenenza realizzato con lettere metalliche.
Unite alle migliorie apportate all'infrastruttura ferroviaria, l'adozione del nuovo materiale a propulsione termica produsse importanti risultati sul fronte dei tempi di percorrenza, fatto che si ripercosse positivamente sul numero di utenti delle linee: dal 1957 al 1963 il numero di passeggeri del compartimento cagliaritano delle FCS passò da 133.012 viaggiatori a 1.228.452, mentre nelle linee facenti capo a Macomer (che avevano già a disposizione 6 automotrici termiche OM e Fiat dagli anni trenta), si passò da 176.628 utenti a 697.418.

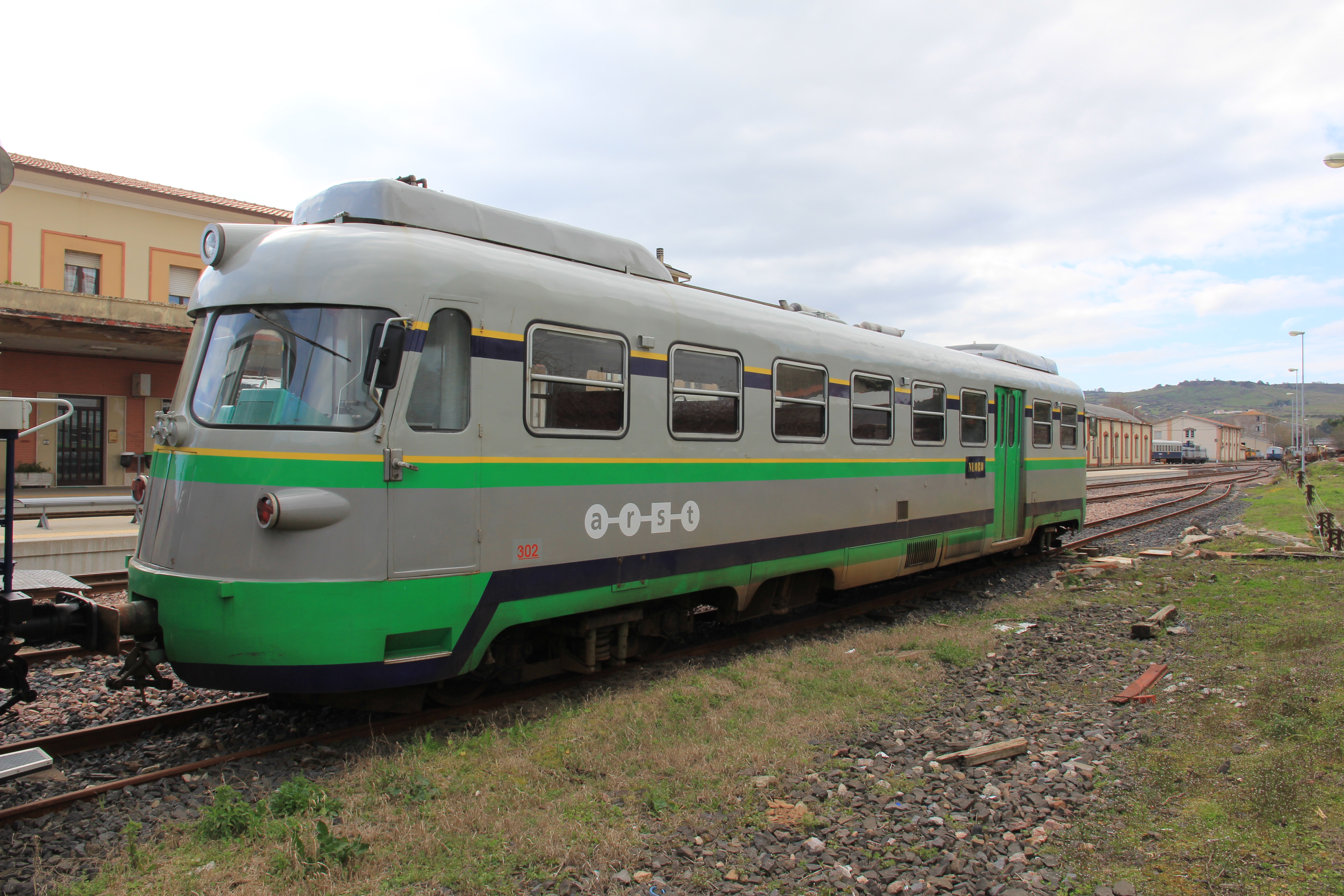
ADe in livrea ARST: tale schema di colorazione fu introdotto dalle FdS nei primi anni della loro gestione

Nel 1974 le linee FMS furono chiuse, e l'anno successivo la serie 300 delle ADe fu rilevata dalle FCS. Nel corso degli anni i motori delle ADe della serie FCS furono sostituiti, portando la potenza complessiva di ogni singola automotrice da 220 kW agli attuali 234.
Nel 1989 le gestioni governative di FCS e SFS si fusero nelle Ferrovie della Sardegna. Sotto questa gestione si registra il cambio di livrea di tutto il materiale leggero, identificato ora da una colorazione grigia con strisce verdi gialle e nere (queste ultime in alcune automotrici con tonalità tendenti al blu scuro o al viola). Nel corso degli anni inoltre le ADe sono state sottoposte a revamping degli interni.
Dalla seconda metà degli anni novanta a questi rotabili si sono affiancate le automotrici ADe serie 90, ciò nonostante le ADe sono ancora ampiamente utilizzate dall'ARST (dal 2010 gestore delle linee a scartamento ridotto sarde) sia per il servizio di trasporto pubblico, sia per quello turistico del Trenino Verde.
Nell'ottobre 2019 risultavano in esercizio 12 delle 20 ADe della fornitura FCS, mentre la serie 300 al 2022 risulta integralmente dismessa e con due soli esemplari superstiti. La ADe 15 nel 2022 veniva restaurata e riportata nella livrea FCS per l'impiego nelle relazioni turistiche del Trenino Verde.

## Tecnica
Questi rotabili furono realizzati da Officine Meccaniche della Stanga per quel che concerne la cassa e le parti meccaniche, con l'apporto del Tecnomasio Italiano Brown Boveri per gli apparati elettrici.

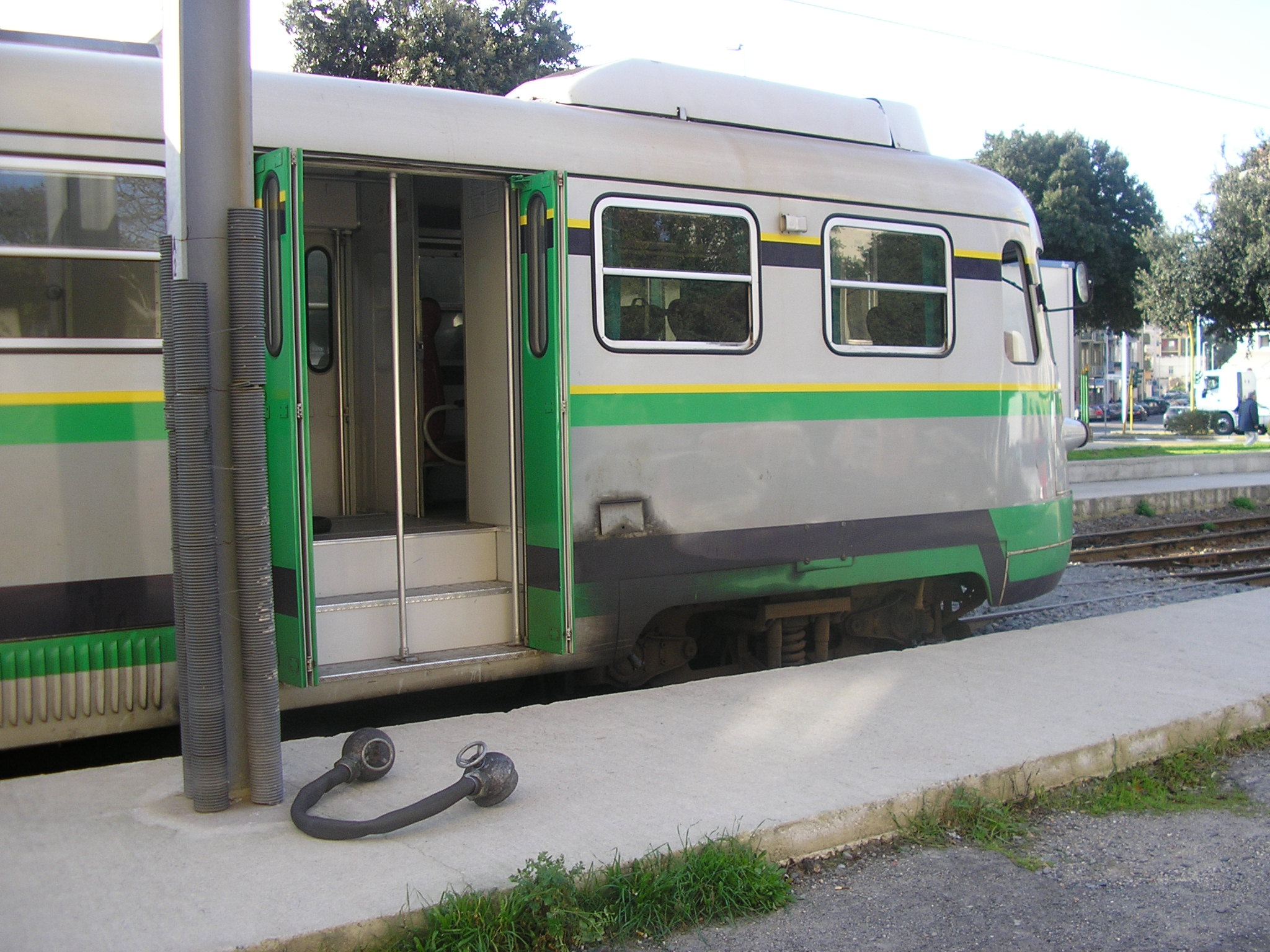
Dettaglio delle porte delle ADe. Visibile sull'imperiale il cofano che ospita le resistenze del sistema di frenata elettrica, sulla banchina il cavo dell'accoppiatore

Progettate con uno schema di rodiggio Bo-Bo, queste automotrici in origine erano dotate di 2 motori Fiat 203S a sei cilindri da 10676 cm³, sovralimentati e con potenza di 110 kW a 1800 giri/minuto, dotati di iniezione diretta e raffreddati ad acqua. Questi motori, derivati da quelli dei camion Fiat 682, erano già stati impiegati sulle ALn 668 serie 1400 delle FS, e sulle ADe FCS garantivano quindi una potenza complessiva per automotrice di 220 kW. In un secondo tempo tali motori sono stati sostituiti con dei Fiat 203H61, stavolta aspirati, da 117 kW ciascuno, fatto che portò la potenza delle automotrici agli attuali 234 kW. I terminali di scarico di questi motori, di maggiori dimensioni rispetto ai precedenti, sono installati esternamente sul tetto in posizione centrale.
La trasmissione è elettrica, con generatrici che azionate dai propulsori diesel producono la corrente, trasferita poi ai quattro motori elettrici da 44 kW ciascuno montati in serie a coppie su ognuno dei carrelli di produzione TIBB. La velocità massima omologata è di 75 km/h. Anche il sistema di frenatura si avvale di una componente elettrica che coadiuva il classico impianto pneumatico: nello specifico il freno elettrico delle ADe è di tipo dissipativo, con l'energia che viene scaricata su due gruppi di resistenze posti su cofani nelle due estremità dell'imperiale del rotabile.

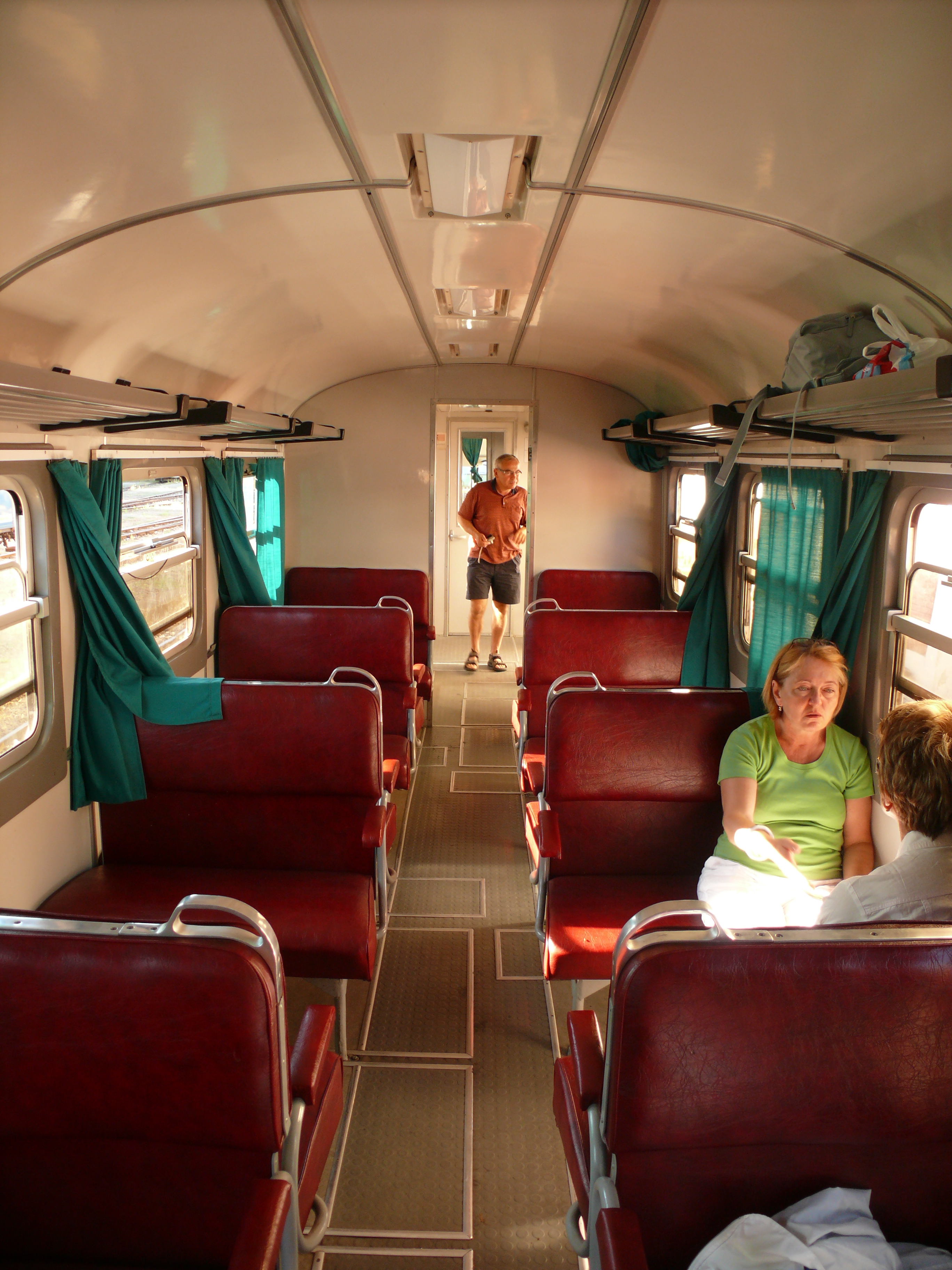
Interno di un'automotrice

Caratterizzate esteticamente per i frontali spioventi, le ADe sono automotrici bidirezionali, dotate di comandi in entrambe le sue estremità. Come gli altri mezzi delle ferrovie a scartamento ridotto sarde sono dotate di respingente unico centrale, fatto che permette a questi mezzi di percorrere curve di minor raggio quando più unità sono accoppiate. A tal proposito le ADe sono dotate di sistemi di accoppiamento in ciascun lato, con la maggior parte dei connettori nascosti da un sistema ad ante sul muso, e col connettore dell'accoppiatore situato immediatamente sotto il lunotto. Col comando multiplo sono gestibili composizioni di tre unità tra ADe e/o RPe, non sono tuttavia presenti intercomunicanti che permettano il passaggio da un'unità all'altra con il treno in movimento.
Riguardo all'impianto d'illuminazione sono presenti 2 fari a luce bianca per frontale (più quello superiore), che richiedono l'apposizione di appositi dischi per colorare il fascio luminoso di rosso e/o verde (a seconda dei segnali da comunicare al personale di linea) quando quel lato costituisce la coda del treno.
Gli interni offrono 55 posti, di cui 15 di prima classe e 40 di seconda, su panche rivestite in simil pelle che ricordano quelle montate in origine sulle ALn668 1400. La finestratura attuale è di tipo Klein, installata durante un revamping degli interni. Le porte, a comando pneumatico, sono in posizione defilata verso la prima classe.

### Serie 300

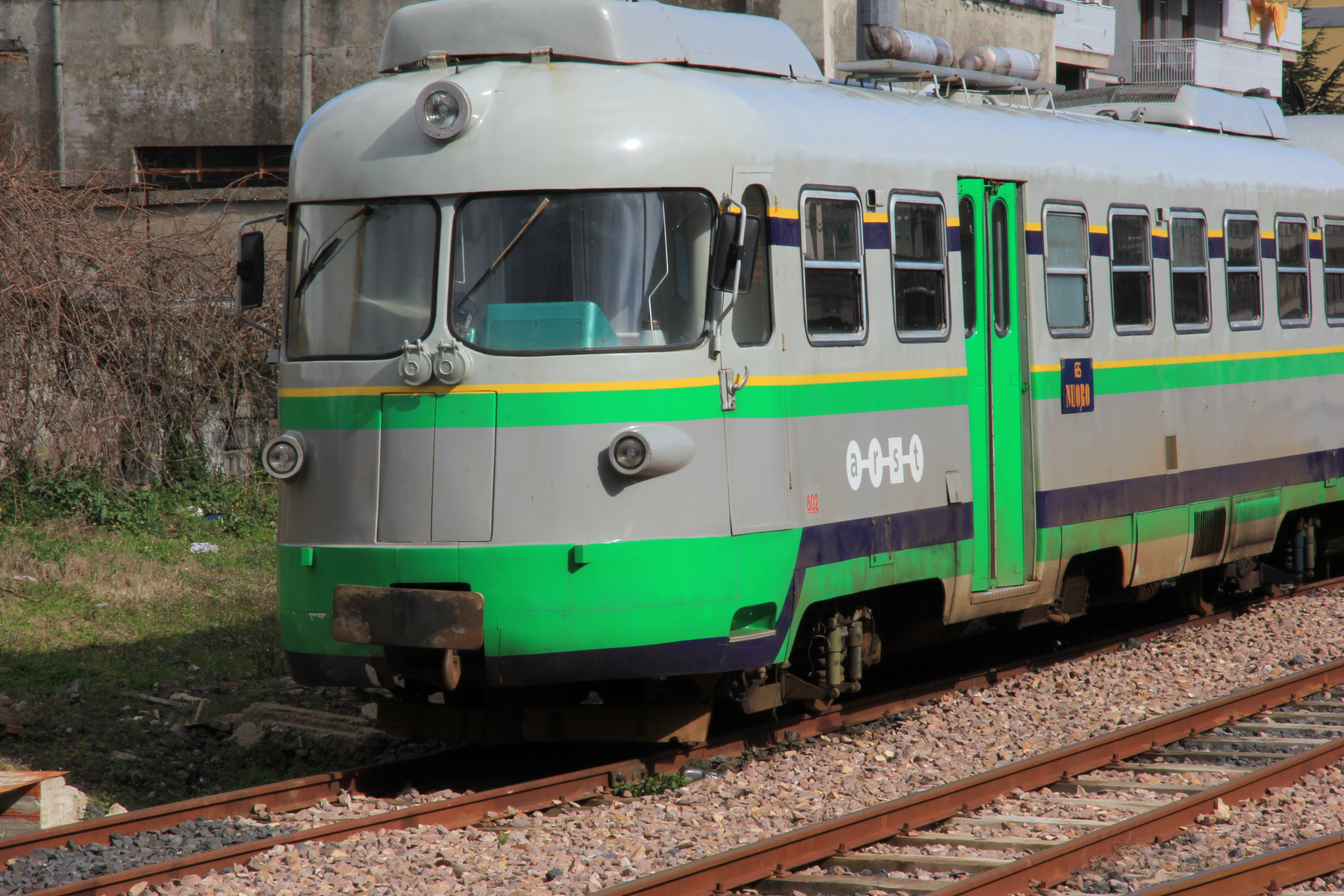
ADe 302, sino al 1974 in uso presso le FMS. Rispetto alla fornitura FCS la serie 300 è riconoscibile per il doppio connettore frontale delle unità.

Prodotta per le FMS, la serie 300, composta da 6 unità, tutte dismesse, esteticamente si distingue dalle ADe FCS per la doppia presa dell'accoppiatore elettrico nel frontale in luogo di quella singola, inoltre pur montando gli stessi motori in dotazione alle unità delle ex Ferrovie Complementari può vantare velocità di punta superiori alla serie 20 per via di un rapporto di trasmissione più lungo (1:5,15 contro 1:6,27 della fornitura FCS), che consentiva alle automotrici FMS di raggiungere i 95 km/h (benché col passaggio alle FCS la velocità massima di queste unità sia stata uniformata a quella delle ADe delle Complementari, 75 km/h) Meccanicamente le macchine differiscono per un particolare accorgimento in gomma all'interno del cerchione, nonché di un differente sistema di aerazione dei motori elettrici posti sui carrelli. 

## Le automotrici ADm
Le automotrici ADm (automotrice Diesel-Meccanica) costituiscono la versione a trazione diesel-meccanica delle ADe. Realizzate da Fiat per le SFS in 11 esemplari (numerati da 51 a 61), queste automotrici sono entrate in servizio nel 1958 nelle linee a scartamento ridotto sassaresi.
Rispetto alle versioni diesel-elettriche, le ADm sviluppano una minore velocità di punta, fissata in fase di omologazione a 72 km/h. Dal punto di vista estetico la differenza principale con le ADe, di cui condividono la livrea, è la presenza dei soli impianti di scarico sull'imperiale. Con riferimento all'autunno 2019 risultavano ancora atte al servizio lungo le linee della sede ferroviaria sassarese dell'ARST sette delle undici unità prodotte. Le automotrici ADm51 e 56 sono preservate a Tempio ed effettuano il Trenino Verde Tempio-Palau Marina (limitato a Luras per lavori di manutenzione), la ADm55 è in attesa di decisione a Sassari, essendo l'unica ADm rimasta con i finestrini originali per cui non è da escludere un possibile salvataggio, la ADm54 è in restauro a Sassari, invece le ADm57,58,60 e 61 sono state demolite nell'aprile 2024 insieme ad alcune RPm. Invece la ADm53 e la ADm59 sono gli unici esemplari a prestare ancora servizio effettuando alcune corse solo in caso di emergenza più una corsa scolastica per Sorso al mattino presto, eccezione fatta in estate. 

## Rimorchiate
Sia le 2 serie delle ADe che le ADm furono dotate di relative serie di rimorchiate semipilota unidirezionali, identificate rispettivamente dalle sigle RPe e RPm. Oltre che per la mancanza degli scarichi e di qualunque impiantistica sul tetto, le rimorchiate differiscono esteticamente dalle unità motorizzate per la presenza di un bagagliaio, con apertura a serranda, ottenuto riducendo lo spazio dello scompartimento di prima classe. Complessivamente furono costruiti 22 rimorchi, 10 RPe per le allora FCS (numerate da 101 a 110, di cui una ancora in esercizio nel 2019), 4 per la serie 300 originariamente delle FMS (numerate da 351 a 354, accantonate poco tempo dopo il passaggio alle FCS) e 8 RPm per le Strade Ferrate Sarde (numerate da 151 a 158, di cui quattro ancora utilizzate nel 2019). 
La presenza del connettore di accoppiamento e dei fari solo su un lato rende possibile l'inserimento delle rimorchiate nei convogli in un solo senso, eccetto che per i rotabili FMS, dotati di questa impiantistica su ambo i lati, benché dotati di una sola cabina di guida. Altra differenza tra le due forniture di RPe riguarda proprio la posizione del banco comandi, posto sull'estremità del bagagliaio sui mezzi FMS e su quello opposto in quelli della fornitura FCS. Tuttavia dopo alcuni incidenti che portarono al ribaltamento delle RPe di testa, sia le FMS che le FCS avevano optato per non far viaggiare le rimorchiate in testa ai convogli.
Col passare degli anni questi rotabili hanno visto calare il loro utilizzo, preferendo utilizzare composizioni di due automotrici rispetto alla combinazione automotrice-rimorchiata. Le RPm sono tutte accantonate.